# Overcapaciteit
Overcapaciteit is alle productiecapaciteit die niet noodzakelijk is voor het realiseren van de normale productie. Overcapaciteit die niet wenselijk en bovendien vermijdbaar is, wordt irrationele overcapaciteit genoemd.
Rationele overcapaciteit is het gevolg van een rationele keuze en is gewenst en/of onvermijdelijk. Overcapaciteit kan wenselijk zijn met het oog op storingen in het machinepark of pieken in de productie. Technisch onvermijdelijke overcapaciteit ontstaat als gevolg van de ondeelbaarheid van productiemiddelen zoals machines.
Het verschijnsel overcapaciteit komt het meest uitgesproken voor bij bedrijven die niet op voorraad kunnen produceren en waar de productie niet gelijkmatig in de tijd verdeeld is, zoals bedrijven met seizoensproductie.